# Металлургический эффект
Металлургический эффект — явление в металлах, заключающееся в способности растворения некоторых относительно тугоплавких металлов (меди, серебра и др.) во многих расплавленных легкоплавких металлах (олове, свинце и др.), при этом получающийся сплав обладает иными физическими характеристиками, чем исходные компоненты.

## Характеристики явления
Сплав, при растворении тугоплавкого металла в расплавленном легкоплавком металле имеет повышенное удельное электрическое сопротивление и пониженную температуру плавления, чем у тугоплавкого металла (меди, серебра), что обусловлено влиянием легкоплавкого металла. 

## Применение
Металлургический эффект применяется в плавких электрических предохранителях для создания время — токовой характеристики токоограничивающего вида. При этом плавкая вставка предохранителя выполняется в виде из нескольких параллельных проволок из тугоплавкого металла (например из меди) и напаянных на них шариков из легкоплавкого металла (чаще всего это олово). При номинальных токах предохранителя шарик не расплавляется и не влияет на характеристики вставки. При токе, большем номинального и при определённом значении джоулевого тепла происходит расплавление оловянного шарика, затем последующее растворение в нём меди и как следствие —  местное увеличение удельного сопротивления вставки, что приводит к увеличению локальной температуры участка (поскольку количество тепла пропорционально активному сопротивлению участка цепи {\displaystyle Q=I^{2}\cdot R\cdot t}), что ещё более разогревает участок, кроме того это явление усугубляется понижением температуры плавления участка: процесс приобретает лавинообразный характер и плавкая вставка плавится гораздо быстрее в местах напаянных шариков. Т.о. плавкая вставка перегорит гораздо раньше, чем ток короткого замыкания достигнет установившегося значения (в 2 — 5 раз меньше установившегося значения), что сильно уменьшит разрушительное действие электродинамических сил в защищаемой сети (поскольку электродинамические силы пропорциональны квадрату тока в электрической цепи {\displaystyle F=k\cdot I^{2}}). При больших токах к.з. не оказывает значительного влияния на процесс срабатывания предохранителей.
Для получения токоограничивающего действия с помощью металлургического эффекта используют медные проволоки с напаянными на них оловянными (или из сплавов олова) шариками диаметром от 1мм (для проволок диаметром 0,3 мм) до 2 мм (для более толстых проволок). Также был предложен вариант конструкции плавкой вставки, в которой части из высокопроводящего материала соединялись мостиком из легкоплавкого металла. Токоограничивающее действие плавких вставок с применением металлургического эффекта ниже, чем при других способах токоогораничения. При этом обнаруживается ещё один недостаток предохранителей, в которых используется металлургический эффект: при прохождении через плавкую вставку тока, несколько больше пограничного (если температура плавкой вставки лишь на непродолжительное время немного превысит температуру растворения легкоплавкого элемента), происходит растворение небольшого количества легкоплавкого элемента и в дальнейшем ток срабатывания предохранителя уменьшается, это явление называется «старением предохранителя». Данная проблема не решена до сих пор, при этом попытки заменить олово селеном не привели к желаемым результатам.